# Alkylresorcine

Orcin (5-Methylresorcin), einer der einfachsten Vertreter der Alkylresorcine

Olivetol (5-Pentylresorcin)

Die Alkylresorcine sind eine Familie von organischen Verbindungen, die sich vom Resorcin ableiten, mit einer Alkylgruppe als zusätzlichem Substituenten. Zu dieser Gruppe gehören u. a. 4-Hexylresorcin und Rucinol. Sie kommen, wie auch Alkenylresorcine, in großer Menge in Roggen vor.